# Corvus coronoides
Corvo-australiano (Corvus coronoides) é uma ave da família Corvidae (corvos).

## Características
- Comprimento: 48 a 56 cm
- Envergadura:
- Peso:
- Longevidade:

## Distribuição
Com a sua zona de distribuição limitada à Austrália, pode ser encontrada no sudoeste e em toda a parte oriental deste país.

## Habitat
Normalmente habitam em zonas abertas, pouco arborizadas, como são as vastas zonas de pastagens australianas. Podem ainda ser encontrado em florestas pouco densas de eucaliptos.

## Reprodução
Estas aves vivem em acasalamento permanente, necessitando de um território bastante grande para se reproduzirem. A sua época de reproducção vai de Julho a Setembro. O ninho, normalmente situa-se em árvores bastante altas, com mais de 10 metros de altura e é construído pelos dois membros do casal. Trata-se de um ninho bastante grande em forma de cesto, construído cuidadosamente com ramos, ervas, casca de árvores e revestido por dentro de penas.
A postura é de 5 a 7 ovos sendo a incubação assegurada exclusivamente pela fêmea durante os 20 dias que dura o período de choco.
Os filhotes são alimentados por ambos os pais e abandonam o ninho com aproximadamente 45 dias de idade, mantendo-se junto da família durante os 4 meses seguintes. Depois de se separarem dos progenitores vagueiam, até que atingem a maturidade reprodutiva, por volta dos 3 anos de idade, altura em que acasalam e se fixam num território para toda a vida.

## Alimentação
Com uma actividade necrófaga bastante importante, tem como componente principal da sua alimentação a carne proveniente de cadáveres de outros animais, especialmente ovelhas e cangurus. Fazem ainda parte da sua alimentação insectos, pequenos répteis, vermes e outros invertebrados, frutas, cereais, bagas e resto de comida humana, em zonas urbanas. Pode ainda atacar ninhos para comer os ovos ou as crias.
Procuram o alimento geralmente no chão, sendo quase sempre as primeiras aves a chegar junto dos cadáveres.

## Subespécies
- C. coronoides coronoides
- C. coronoides perplexus